# Harald Söldner
Harald Söldner (* 21. März 1939; † 9. Oktober 2003) war Fußballspieler in der DDR-Oberliga. In dieser höchsten Spielklasse des DDR-Fußballverbandes spielte er für Motor/Sachsenring Zwickau. Er gewann 1967 den DDR-Fußballpokal.

## Fußball-Laufbahn
Söldner machte sich bereits 1962 einen Namen, als er als 23-jähriger Spielertrainer die Fußballmannschaft der kleinen Sportgemeinschaft Dynamo Klingenthal in die Bezirksliga, die höchste Spielklasse des DDR-Bezirkes Karl-Marx-Stadt führte. In der Saison 1963/64 spielte er für die ebenfalls in der Bezirksliga Karl-Marx-Stadt vertretene ISG Geyer.
Zu Beginn der Fußballsaison 1964/65 schloss sich der nun 25-jährige Söldner dem Oberligisten BSG Motor Zwickau an. Er bekam eine Anstellung als Schlosser beim BSG-Trägerbetrieb VEB Sachsenring und wurde vom 1. Spieltag an als Abwehrspieler in der Oberligamannschaft eingesetzt. Er kam bis zum Saisonende auf 19 Punktspiele. In allen von ihm absolvierten Oberligaspielzeiten gehörte Söldner stets zur Stammelf. So gehörte er auch zum Zwickauer Aufgebot, das am 30. April 1967 nach einem 3:0-Sieg über Hansa Rostock zum zweiten Mal den DDR-Fußballpokal gewann. In diesem Spiel stand er als rechter Verteidiger auf dem Platz. Es war Söldners einziger Titelgewinn mit den Zwickauern, die sich 1968 in Sachsenring Zwickau umbenannten. Als weiteren Erfolg konnte er den dritten Platz in der Oberligasaison 1966/67 verbuchen. Seine letzte Erstligaspielzeit absolvierte er 1969/70. Hauptsächlich als Innenverteidiger spielend wurde er noch einmal in 23 von 26 möglichen Punktspielen eingesetzt. Nach Abschluss seiner Oberligalaufbahn hatte er innerhalb von sechs Jahren 126 von 157 Oberligaspielen der Zwickauer bestritten und als Verteidiger fünf Tore erzielt. Er bestritt auch die beiden Spiele um den Europapokal der Pokalsieger der Saison 1967/68 gegen Torpedo Moskau (0:0, 0:1).
Im Sommer 1970 kehrte Söldner im Alter von 31 Jahren wieder nach Geyer zurück, wo er bei der ISG seine Fußball-Laufbahn endgültig beendete.